# Бернард Лаун
Бернард Лаун (англ. Bernard Lown; 7 червня 1921, Утен, Литва — 16 лютого 2021) — американський кардіолог і винахідник литовського походження. Розробник дефібрилятора для серцевої реанімації та кардіовертера для корекції швидких порушень серцевого ритму. Представив нове застосування препарату лідокаїн для контролю порушень серцебиття.
Протягом усієї медичної кар'єри зосереджувався на двох основних медичних проблемах: раптової серцевої смерті та впливу психологічного стресу на серцево-судинну систему. Його дослідження привели до багатьох медичних проривів, зокрема для відділень кардіореанімацій, а робота зробила можливою та безпечною більшу частину сучасної кардіохірургії, а також безліч інших інновацій. 1985 року отримав Нобелівську премію миру від імені Лікарів світу за запобігання ядерній війні, організації, яку заснував разом з радянським кардіологом Євгеном Чазовим, який згодом став міністром охорони здоров'я СРСР.
Був почесним професором кардіології в Гарвардській школі громадської охорони здоров'я Т. Чан і почесним старшим лікарем у Бригамській жіночій лікарні у Бостоні. Засновник Центру серцево-судинних захворювань Лауна, Фонду серцево-судинних досліджень Лауна й Інституту Лауна, метою якого є реформування системи охорони здоров'я і суспільства.

## Ранні роки
Народився в Утені, Литва, як Борух Лак 7 червня 1921 року в сім'ї євреїв Нісона та Бели (Гроссбард) Лак. Один з його дідів був рабином. Вони емігрували до Мену, коли Лауну було 14 років. 1938 року закінчив школу Льюїстоні.
Вивчав зоологію в Університеті Мену, здобувши ступінь бакалавра 1942 року. 1945 року здобув ступінь доктора медицини в медичній школі Університету Джона Гопкінса. Медичну підготовку проходив у лікарні Єль-Нью-Гейвен (Єльський університет, Нью-Гейвен, Коннектикут), Медичному центрі Монтефіоре, Бронкс, Нью-Йорк, і кардіологічна програма в лікарні Пітера Бента Бригама (нині лікарня Бригама та жінок у Бостоні). Його наставником у кардіології був славетний клінічний кардіолог Семюел Альберт Левін.

## Розробка дефібрилятора
Допоміг підвищити міжнародну медичну обізнаність щодо раптової серцевої смерті як основної причини смертності в розвинених країнах світу. Ґрунтуючись на спостереженнях за пацієнтами, дійшов висновку, що такий тип смерті — оборотний, а люди після успішних реанімаційних заходів, можуть мати майже нормальну тривалість життя.
Зі своїм наставником Семюелем Альбертом Левіним, зрозумів, що висока смертність від серцевого нападу (на той час 35 %), найімовірніше пов'язана з суворим постільним режимом, якого пацієнти дотримувались протягом шести і більше тижнів. Це спричиняло основне ускладнення — тромбоемболію легеневої артерії, на яку припадала значна частина смертності. Попри супротив і ворожого ставлення серед лікарів до так званого «лікування на кріслі», у 81 пацієнта з таким лікуванням, смертність знизилася на дві третини. Після публікації результатів таке лікування одразу запровадили, а госпіталізацію скоротили до кількох днів.
До 1950-х років миготіння шлуночків серця лікували лише медикаментозною терапією. 1956 року американський кардіолог Пол Золл описав реанімаційні заходи під час операції на відкритому серці і після раптової серцевої смерті за допомогою електричного розряду змінного струму, виведеного з розетки. 1959 року Лаун продемонстрував, що змінний струм шкідливий для серця і може бути смертельним. Дослідження проводились на кафедрі харчування Гарвардської школи громадського здоров'я. Роботу підтримав професор Фредерік Старе, голова Департаменту харчування.
Для пошуку безпечнішого методу серцевої реанімації, Лаун заручився допомогою Бару Берковіца, інженера-електрика, з American Optical Company. У своїй експериментальній роботі Лаун зосередився на двох цілях: безпеці й ефективності. Змінний струм спричиняв опіки скелетних і серцевих м'язів і викликав фібриляцію передсердь і шлуночків у більшості експериментів на тваринах.
Протягом року інтенсивних експериментів 1961 року разом з командою довів, що особлива форма хвилі постійного струму постійно змінює фібриляцію шлуночків, відновлюючи нормальне серцебиття без пошкодження серця чи скелетних м'язів. Це сприяло всесвітньому визнанню дефібрилятора та кардіовертера та покращило виживаність пацієнтів з ішемічною хворобою серця.
Дефібрилятор постійного струму забезпечив новий підхід до реанімації пацієнтів і проклав шлях до нових можливостей у кардіохірургії. Клінічна група Лауна першою застосувала дефібрилятор і кардіовертер у лікарні Пітера Бента Брігама. Дональд Б. Еффлер був першим кардіохірургом, який використав дефібрилятор постійного струму 1962 року в клініці Клівленда. За словами Еффлера, цей прогрес зробив можливою сучасну кардіохірургію. Дійсно, 1967 року Рене Фаволоро виконав те, що вважається першою операцією коронарного шунтування в хірургічному відділенні Еффлера клініки Клівленда. Дефібриляція постійним струмом забезпечила безпечний спосіб відновлення нормального серцевого ритму під час хірургічного шунтування обструкції коронарних артерій.
Потім досліджував можливості дефібрилятора для лікування тахікардії, яка не загрожує життю. Виявив, що синхронізація електричного розряду поза межами короткого вразливого періоду серця тривалістю 0,03 секунди запобігає фібриляції шлуночків або раптової серцевої смерті. Назвав цей метод тимчасового розряду постійного струму «кардіоверсією». Кардіовертер і дефібрилятор постійного струму були особливо цінними для кардіореанімацій.
На додаток до вдосконалення медичних технологій, відкрив нові застосування для двох препаратів, які широко використовувалися в кардіології: наперстянки та лідокаїну. До 1950-х років отруєння наперстянкою було основною причиною смертності серед пацієнтів з серцевою недостатністю. Під час ординатури в лікарні Монтефіоре в Нью-Йорку продемонстрував вирішальну роль калію у визначенні безпечного використання наперстянки. Його відкриття призвело до відмови від препаратів наперстянки тривалої дії, як-от дигітоксин. Натомість глікозид наперстянки короткої дії отримав загальне визнання. Також звернув медичну увагу на втрату калію при застосуванні різних діуретиків.
1964 року представив нове застосування лідокаїну для контролю шлуночкових порушень серцевого ритму. Лідокаїн також використовувався у кардіореанімаціях для запобігання застосування реанімацйних заходів. До цього лідокаїн використовувався переважно стоматологами як анестетик.

## Оптоволокно
1957 року почав цікавитись візуалізацією атеросклеротичної аортальної бляшки, що виникає у великих коронарних судинах, які насичують поживними речовинами серцевий м'яз. Розраховував, що візуалізація допоможе визначати способи лікування та профілактики серцевих нападів і раптової серцевої смерті. Близький друг Еліас Снітцер, фізик з Массачусетського технологічного інституту, познайомив з Майклом Полані, фізиком з American Optical Company, який тоді працював над оптоволокном. Лаун отримав грант для досліджень оптоволокна. Однак оптичні технології на той час були мало вивченими, тому цей напрямок досліджень припинили. Але Лаун показав, що за допомогою оптоволокна можна виміряти насичення киснем у собак і визначити серцевий викид у людей.
1964 року подав два автореферати на Всесвітню кардіологічну конференцію в Мексиці, одну про дефібрилятор і кардіоверсію, а іншу про оптоволокно, першу відхилили, а другу прийняли.

## Активізм за мир

### Лікарі за соціальну відповідальність (PSR)
На початку 1961 року зібрав групу лікарів з бостонських навчальних лікарень для вирішення зростальної загрози ядерної війни між СРСР і США. Ця політична тема раніше не розглядалася американськими лікарями. Нова організація отримала назву Лікарі за соціальну відповідальність.
Серед учасників-активістів були Джек Гейгер і Віктор Сідель. До кінця 1961 року група підготувала п'ять дослідницьких статей про медичні наслідки десятимегатонної ядерної атаки на місто Бостон, масштаби якої американські військові вважали як можливими, так і ймовірними. Серія «Медичні наслідки термоядерної війни» була опублікована в межах симпозіуму у журналі «New England Journal of Medicine» у травні 1962 року.
У статях заохочувались антиядерні медичні рухи у всьому світі. Крім того, допомогли у Сенаті США схвалити договір про обмеження ядерних випробувань.

### Комітет відповідальності за в'єтнамських дітей, постраждалих від війни
Брав участь в організації Комітету відповідальності за порятунок обгорілих і постраждалих від війни дітей, і був її провідним членом. Ця організація мала на меті доставити поранених й обгорілих в'єтнамських дітей на лікування в США, щоб «повернути війну додому».
Комітет очолив Герберт Нідельман, який організував у кількох американських лікарнях безкоштовне лікування поранених в'єтнамських дітей. Джон Констебл III з опікового центру Шрайнер Массачусетської загальної лікарні в Бостоні був одним із перших лікарів, які взяли участь. Разом з іншими лікарями багато разів їздив до В'єтнаму, щоб обрати дітей з травмами, яких можна допомогти.
Виконання місії було неможливим без літаків швидкої допомоги для транспортування дітей у важкому стані. Лаун очолював делегацію до Вашингтона для зустрічі з Вільямом Ф. Банді, тодішнім помічником державного секретаря. Його переконали підтримати мету Комітету відповідальності. 1967 року Пентагон почав транспортувати в'єтнамських дітей до США.

### Лікарі світу за запобігання ядерній війні
1980 року закликав невелику кількість лікарів організуватися проти зростальної ядерної загрози, що виникла після вторгнення СРСР в Афганістан й обрання адміністрації Рейгана. Ця невелика група лікарів, в основному за допомогою студентів-медиків першого курсу Гарвардського університету, сформувала організацію Лікарі світу за запобігання ядерній війні.
Заснуванню організації сприяла тісна дружба Лауна з Євгеном Чазовим. Вони співпрацювали в дослідженні проблеми раптової серцевої смерті, яке спонсорував Національний інститут серця та легенів.
Очолював американську оперативну групу з раптової смерті, а Чазов — радянську групу кардіологів. Часті візити до СРСР американських кардіологів сприяли діалогу та порозумінню між лікарями двох ворожих країн. Вони заклали основу для організації Лікарі світу і зробили це можливим. Ці події Лаун описау мемуарах «Рецепт виживання: подорож лікаря, щоб покінчити з ядерним божевіллям».
1981 року перший щорічний Всесвітній конгрес відбувся в Арлі Гаус, штат Вірджинія, який відвідали 80 медичних лідерів з 20 країн.
Другий конгрес відбувся 1982 року в Кембриджі, Англія, у якому взяли участь понад 400 учасників. Серед американських учасників були астрофізик і популяризатор науки Карл Саган, адмірал Ноель Гейлер, колишній керівник американського Тихоокеанського флоту, директор Агентства національної безпеки та відповідальний за наведення ядерної зброї на СРСР, Говард Гаятт, декан Гарвардської школи громадського здоров'я і Герберт Абрамс, керівник радіології Гарвардської медичної школи.
Великий прорив для організації здійснив Євген Чазов, коли 1982 року організував виступ трьох радянських лікарів і трьох американських лікарів на загальнонаціональному радянському телебаченні. Радянські учасники: Чазов, Михайло Кузін, Леонід Ільїн; американці — Лаун, Джеймс Мюллер і Джон Пастор. Під час цієї безпрецедентної телепередачі 100-мільйонна радянська авдиторія вперше почула невідредаговане обговорення наслідків ядерної війни. Пізніше програма транслювалася в США.
До 1985 року Лікарів світу представляла 135 000 лікарів у 60 країнах.
У грудні того ж року Лаун і Чазов отримали Нобелівську премію миру 1985 року. Радянський лідер Михайло Горбачов запросив Лауна та Чазова на зустріч у Кремлі. Тривала дискусія охопила низку питань. Обговорювалися односторонній мораторій Горбачова на випробування ядерної зброї, арешт й утримання під вартою фізика-нобелівського лавреата Андрія Сахарова в місті Горький, розділ північ-південь й інші важливі теми.

## Міжнародна охорона здоров'я

### SatelLife і ProCor
Заснував дві організації SatelLife (1988) і ProCor (1997) для допомоги лікарям у країнах, що розвиваються, шляхом надання їм відповідної інформації про серцево-судинні захворювання та профілактику. Їхня увага була зосереджена на глобальній нерівності в охороні здоров'я та використанні технологій для сприяння рівності в охороні здоров'я.
SatelLife використовував супутники на низькій навколоземній орбіті, які огинали полюси та могли досягати будь-якої точки землі чотири рази на день. Вони надали доступ до медичної літератури медичним працівникам у країнах, що розвиваються.
ProCor — інтернет-мережа медичних працівників у країнах, що розвиваються, у всьому світі. Ця інтернет-спільнота дозволила лікарям і медичним працівникам отримати доступ до актуальної та надійної медичної інформації про серцево-судинні захворювання. Основна увага приділена профілактиці захворювань. Він також запропонував форум для обговорення на основі електронної пошти.
Глобальна діяльність ProCor включала проєкт Ashanti-ProCor, започаткований 2006 року і розроблений для оцінки знань і практики серцево-судинних захворювань серед медичних працівників у регіоні Ашанті в Гані, визначення тих, хто може відігравати ключову роль у профілактиці, та вивчення їхніх інформаційних потреб як способу кращого задоволення потреб лікарів у країнах, що розвиваються.

### Спеціальний комітет із захисту охорони здоров'я
1996 року зі Стефані Вулгендлер і Девідом Гіммельштайном з Кембриджської міської лікарні, Джеррі Ейворном, керівником відділу фармакоепідеміології Гарвардської медичної школи і Сьюзан Беннетт, лікарки первинної медичної допомоги в Массачусетській лікарні загального профілю, сформували спеціальний комітет із захисту охорони здоров'я. Багато медичних працівників приєдналися до Спеціального комітету, мета якого полягала в сприянні системі охорони здоров'я з єдиним платником у Массачусетсі.
Лист 1997 року, підписаний понад 2000 лікарями з Массачусетсу та опублікований у Журналі Американської медичної асоціації, окреслив потребу в охороні здоров'я з єдиним платником. Спеціальний комітет агітував людей у всьому штату Массачусетс, щоб зібрати 100 000 імен, необхідних для винесення питання на голосування.
2000 року питання винесли на референдум у штаті Массачусетс. Попри спротив, референдум показав підтримку 45 % виборців охорони здоров'я з єдиним платником.

### Інститут Лауна й Альянс правильного догляду
2012 році Фонд серцево-судинних досліджень Лауна перейменували на Інститут Лауна. Серед завдань інституту — розв'язання зростальної кризи в охороні здоров'я в США, позначену надмірним, недостатнім і поганим лікуванням, за допомогою досліджень, клінічних програм і конвенцій. Інститут провадить щорічну конференцію, на якій представлено найновіші дослідження щодо надмірного та недостатнього використання, а також де клініцисти-однодумці та захисники пацієнтів можуть поділитися ідеями. Спонсорує клінічні програми для розв'язання проблеми надмірного використання. Провадить дослідження методів коригування ризику для оцінки результатів лікування пацієнтів.
Надає нагороду імені Мартіна Шкрелі за «найгірші приклади спекуляції та дисфункції в охороні здоров'я». 2020 року лавреатом стала федеральна робоча група з засобів індивідуального захисту адміністрації Трампа.
Right Care Alliance — дочірня організація Інституту Лауна та правозахисне крило. Вона об'єднує клініцистів, пацієнтів і членів громади в масовий рух, який виступає за універсально доступну, безпечну й ефективну систему охорони здоров'я. Її організували у спеціальні ради та регіональні відділення, які збираються на теми, специфічні для їхньої спеціальності чи регіону. Провадить щорічний тиждень дій, на якому члени демонструють співчуття, орієнтовану на пацієнта допомогу, наприклад, залучають ширшу спільноту до слухання та розповідання історій.
2018 році організація почала аналізувати дані про 3200 лікарень задля отриманя доступу до ефективності з погляду расової інклюзивності та рівності в охороні здоров'я. Отриманий звіт опублікований 2021 року.

## Особисте життя
1946 року одружився з своєю двоюрідною сестрою Луїзою Лоун. Шлюб тривав до її смерті 2019 року. У них було троє дітей: Енн, Фредрік і Наомі.
Помер 16 лютого 2021 року у своєму будинку в Честнат-Гілл, штат Массачусетс. Перед смертю страждав від застійної серцевої недостатності та пневмонії.

## Нагороди та відзнаки

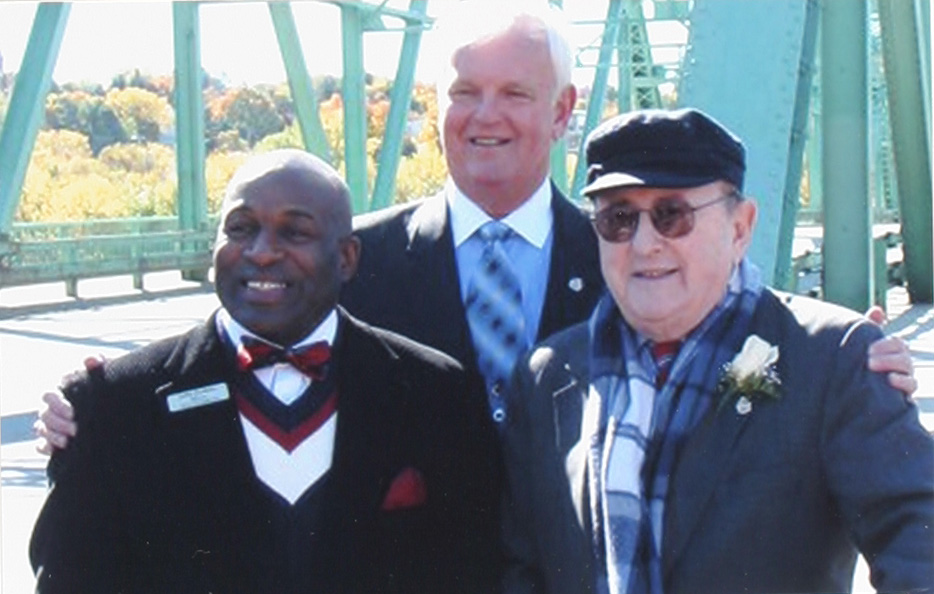
Освячення мосту миру Бернарда Лауна (праворуч) у жовтні 2008 року.

Лавреат численних нагород, зокрема «Золоті двері» від Міжнародного інституту Бостона, нагорода Пола Дадлі Вайта від Американської кардіологічної асоціації, почесний професор Гарвардської школи громадської охорони здоров'я, Нагорода видатного випускника медицини від Школи медицини Джона Гопкінса і найвища відзнака Литви: хрест командора ордена великого князя литовського Гедиміна, премія миру Ганді та перша премія миру кардинала Медейроса, а також 21 почесний ступінь від університетів США та за кордоном. 1993 року прочитав лекцію пам'яті Індіри Ганді в Нью-Делі.
2008 року міст, який з'єднує міста Льюїстон і Оберн у штаті Мен, перейменували на його честь.
Бригамська та жіноча лікарня 2009 року заснувала Освітню нагороду Бернарда Лауна. Лавреата обирають співробітники та студенти.
Організація Лікарі світу за запобігання ядерній війні, співзасновником якої є Лаун, отримала Нобелівську премію миру 1985 року.

### Відзнака Гарвардської школи громадської охорони здоров'я
Програма стипендіатів Лауна у Гарвардській школі громадської охорони здоров'я спрямована на допомогу перспективним медичним працівникам, які живуть і працюють у країнах з низьким і середнім рівнем доходу. «[Програма] розроблена для створення міжнародних кадрів талановитих медичних працівників […], які використовуватимуть інструменти та стратегії громадської охорони здоров'я для запобігання серцево-судинним захворюванням і сприяння здоров'ю серця».

### Гостьова професура
2012 року заснована гостьова професура, функція якої полягають у координації курсів, наданих для стипендіатів Лауна, а також сприянні просуванню програм профілактики серцево-судинних захворювань у країнах з низьким і середнім рівнем доходу.